# Hengsberg (Austria)
Hengsberg – gmina w Austrii, w kraju związkowym Styria, w powiecie Leibnitz. Według danych Austriackiego Urzędu Statystycznego liczyła 1411 mieszkańców (1 stycznia 2015).